# Duarte Leite
 (mars 2021).
Si vous disposez d'ouvrages ou d'articles de référence ou si vous connaissez des sites web de qualité traitant du thème abordé ici, merci de compléter l'article en donnant les références utiles à sa vérifiabilité et en les liant à la section « Notes et références ».
Duarte Leite Pereira da Silva, (Porto, 11 août 1864 - Porto, 29 septembre 1950 (duˈaɾt(ɨ) ˈlɐit(ɨ)) est un historien, mathématicien, journaliste, diplomate et homme d'État portugais.

## Biographie
Il est diplômé en mathématiques à l'Université de Coimbra, en 1885. Il enseigne à l'Académie Polytechnique de Porto, de 1886 à 1911. Durant cette période, il est également le directeur du quotidien « A Pátria ». En tant qu'historien, il publie de nombreuses études, plus tard compilés dans « História dos Descobrimentos » (Histoire des Découvertes), en 2 volumes.
Après la chute de la monarchie portugaise en 1910, il est ministre des Finances durant le gouvernement de João Pinheiro Chagas (1911-1912), et succède à Augusto de Vasconcelos, en tant que Premier ministre et Ministre de l'intérieur, du 16 juin 1912 au 9 janvier 1913.
De 1914 à 1931, il est ambassadeur du Portugal au Brésil. Fidèle toute sa vie à ses principes républicains de gauche, il est membre du Mouvement pour l'unité démocratique (1945-48), qui, pendant sa brève durée de vie fonctionne comme une forme d'opposition légalisée au gouvernement d'António de Oliveira Salazar.